# Martin Duffy (musicien)
Pour les articles homonymes, voir Martin Duffy.
Martin Duffy, né le 18 mai 1967 à Birmingham et mort le 18 décembre 2022 à Brighton, est un claviériste britannique, célèbre pour avoir fait partie de Felt et membre de Primal Scream.

## Biographie
Martin Duffy naît le 18 mai 1967 à Birmingham et grandit à Rednal.
Il rejoint Felt en 1985 puis après la dissolution du groupe en 1989 devient le claviériste de Primal Scream après avoir précédemment joué du piano sur leurs deux premiers albums. Duffy joue également en parallèle avec The Charlatans qu'il rejoint en 1996 après le décès de leur claviériste et d'autres artistes comme Heidi Berry (en) et Airstream. 
Sa mort, le 18 décembre 2022, à l'âge de 55 ans des suites d'un traumatisme crânien après une chute à son domicile de Brighton est rendue publique le 20 décembre.

## Discographie
Album solo
- Assorted Promenades, O Genesis Recordings, 2014